# Anolis lynchi
Espèce
Synonymes
- Norops lynchi (Miyata, 1985)

Statut de conservation UICN

 LC  : Préoccupation mineure
Anolis lynchi est une espèce de sauriens de la famille des Dactyloidae.

## Répartition
Cette espèce se rencontre dans le sud-ouest de la Colombie et dans le nord-ouest de l'Équateur.

## Étymologie
Cette espèce est nommée en l'honneur de John Douglas Lynch.

## Publication originale
- Miyata, 1985 : A new Anolis of the lionotus group from northwestern Ecuador and southwestern Colombia (Sauria: Iguanidae). Breviora, no 481, p. 1-13 (texte intégral).